# Amra Pandžić
Amra Pandžić (n. 20 septembrie 1989, în Ljubljana) este o handbalistă din Slovenia care evoluează pe postul de portar pentru clubul românesc CS Minaur Baia Mare și echipa națională a Sloveniei.
Pandžić a evoluat pentru naționala de handbal feminin a Sloveniei la Campionatele Mondiale din 2017 și 2019 și la Campionatele Europene din 2020 și 2022.
În mai 2019, s-a transferat la Brest Bretagne Handball, pentru care a evoluat în patru meciuri, înlocuind-o pe Cléopâtre Darleux, care era însărcinată. Între 2011 și 2014 Pandžić a făcut o pauză din activitatea sportivă, pentru a-și termina studiile.

## Palmares
- Liga Campionilor:
  - Grupe principale: 2009, 2010, 2017, 2018, 2019
  - Grupe: 2008, 2016
  - Calificări: 2020

- Cupa Cupelor:
  - Semifinalistă: 2016
  - Sfertfinalistă: 2008

- Liga Europeană:
  - Locul 4 (Turneul Final Four): 2022
  - Grupe: 2021

- Cupa EHF:
  - Sfertfinalistă: 2020

- Campionatul Sloveniei:
  -  Câștigătoare: 2007, 2008, 2009, 2010, 2017, 2018, 2019

- Campionatul Turciei:
  -  Câștigătoare: 2021

- Cupa Sloveniei:
  -  Câștigătoare: 2007, 2008, 2009, 2010, 2016, 2017, 2018, 2019

- Cupa Franței:
  -  Medalie de argint: 2019

- Cupa Turciei:
  -  Câștigătoare: 2021

- Supercupa Turciei:
  -  Câștigătoare: 2019